# Тальков, Игорь Владимирович
И́горь Влади́мирович Талько́в (4 ноября 1956, Грецовка, Щёкинский район, Тульская область — 6 октября 1991, Санкт-Петербург) — советский рок-музыкант-мультиинструменталист, певец, автор песен, поэт, композитор и киноактёр. Основатель и лидер рок-группы «Спасательный круг»; до этого сотрудничал с группами «Апрель», «Калейдоскоп» и «Электроклуб». Отец музыканта и лидера группы «МирИмиР» Игоря Талькова-младшего.
Впервые Тальков стал известен широкой публике после выступления в 1987 году на фестивале «Песня года» с композицией «Чистые пруды». После этого, чтобы поделиться с аудиторией собственными песнями, многие из которых по музыкальному стилю и тексту отличались от произведений, исполнявшихся им ранее, Тальков создал группу «Спасательный круг» и поехал с нею на гастроли с программой, состоявшей из двух частей («песни гражданского содержания» и «лирика»). К 1989 году им было написано более двухсот песен. Творчество Талькова трудно отнести к какому-либо определённому музыкальному жанру; оно находится на стыке поп-музыки, рок-музыки и авторской песни.
6 октября 1991 года Игорь Тальков был убит во дворце спорта «Юбилейный» в Санкт-Петербурге. Похоронен на Ваганьковском кладбище в Москве. 

## Биография

### Ранние годы
Родился 4 ноября 1956 года в Грецовке — посёлке в Щёкинском районе Тульской области. Его родители познакомились в Сиблаге (Орлово-Розовский отдельный лагерный пункт, Чебулинского района Кемеровской области), где 14 апреля 1953 года у них родился сын Владимир Тальков, старший брат Игоря. Отец — Владимир Максимович Тальков (1907—1978); мать — Ольга Юльевна Талькова (1924—2007) — уроженка деревни Каррас (Иноземцево) Ставропольской губернии, дочь этнического немца Юлия Рудольфовича Швагеруса и местной казачки Татьяны Ивановны Мокроусовой.
После реабилитации отцу, коренному москвичу, советские власти не позволили вернуться по его предыдущему месту жительства в Москве, и он отправился для дальнейшего проживания в город Щёкино. Игорь Тальков был крещён в двухмесячном возрасте в Никольской церкви в Щёкине, в которой когда-то венчался Лев Толстой.
Детство Игорь провёл в бараках, о том, что такое гарнир, и что картошка — это тоже гарнир, он узнал в 18 лет, когда впервые побывал в советском ресторане в Туле, и до 1988 года, то есть практически до своего 33-летия, по его собственным словам, был «простым советским нищим».
До 1974 года учился в средней школе № 11 города Щёкино, одновременно занимаясь в музыкальной школе по классу баяна с 1966 по 1971 год. Из школьных предметов ему нравились литература, история и география, а математика и физика были нелюбимыми уроками. Во время обучения Игорь мечтал стать хоккеистом и для этого серьёзно тренировался. О своей учёбе в музыкальной школе, как и вообще о своём образовании в госучреждениях, отзывался крайне отрицательно, нотную грамоту ему пришлось осваивать самостоятельно, так как в школе этому внимания не уделяли, что обусловило в итоге его отказ от советских образовательных учреждений и полный переход к самообразованию.
В 1972 году Тальков приехал в Москву, чтобы поступить в школу ЦСКА или «Динамо», но не прошёл отбор.
Музыку любил с самого раннего детства. Он ставил стул, на него одну на другую клал две кастрюльные крышки, на ногу помещал крышку от банки и ещё одну крышку клал на пол. Таким образом, стул использовался как барабан, а крышки — как тарелки и педаль к бас-барабану. Также вместе с братом устраивал концерт, где зрителями были игрушки, а музыкальными инструментами — стиральная доска (баян) и железные тарелки (барабан). Первым настоящим музыкальным инструментом Игоря стал купленный родителями баян «Киров».
В школе был участником ансамбля «Гитаристы» и руководил хором. В старших классах играл на фортепиано и гитаре, а позже им самостоятельно были освоены бас-гитара, скрипка и барабаны. Известно, что любимым инструментом музыканта был саксофон, но играть на нём он не умел. Быстро воспринимал мелодии на слух и через несколько минут мог их воспроизвести.
В своих воспоминаниях Ольга Талькова, мать Игоря, рассказала, как однажды в детстве он сорвал себе голос, после чего тот стал хриплым. Сходив к оториноларингологу, он узнал, что болен хроническим ларингитом. В связи с этим Игорь делал специальную дыхательную гимнастику, что через некоторое время помогло ему снова разработать голос, но всё же в будущем после концертов он иногда совсем не мог говорить.
Песни Тальков начал писать в 1973 году. Первой его композицией была «Мне немного жаль». После этого было создано много различных набросков, а в 1975 году появилась на свет баллада о судьбе человека в мире под названием «Доля», которую Тальков считал своей первой профессиональной работой.
В шестнадцать лет создал с друзьями вокально-инструментальный ансамбль «Былое и думы», а после окончания школы стал участником тульской профессиональной музыкальной группы «Фанты», руководителем которой стал Г. Васильев. На репетициях музыканты играли по нотам с листа, и поэтому Игорю пришлось учить нотную грамоту, которую он упустил в музыкальной школе.
После окончания школы он поехал в Москву, чтобы поступить в театральное училище, но столкнулся с трудностями при сдаче экзамена по литературе, так как не был знаком с текстом романа Максима Горького «Мать». На деле же проблемы с поступлением в московский ВУЗ (как и попытки устроиться ранее в ведомственную спортивную команду) у него и его брата Владимира, были связаны не с их успеваемостью, а с судимостью родителей, поскольку вузовское начальство строило всяческие преграды на пути членов семьи «изменника родины», прикрываясь при этом различными предлогами.
В 1974 году, в 17 лет Тальков поступил во МХАТ, в группу Пилявской, легко пройдя четыре тура конкурсного отбора, но учиться не стал и был отчислен с 1-го курса за непосещаемость, поскольку он, влюбившись, уехал из Москвы в Щёкино за своей возлюбленной. Об отчислении из МХАТа впоследствии очень сожалел всю жизнь. В 1975 году он ненадолго стал студентом физико-технического факультета Тульского пединститута, окончил 1 курс, но потом понял, что у него нет тяги к точным наукам. После ухода из Тульского пединститута в течение года учился в Ленинградском институте культуры, но там его не могла устроить система образования. Высшего музыкального образования также не имел, что впоследствии стало причиной травли на худсоветах:

Какое у вас образование? Вы не лауреат, вы не дипломант, — они говорили, — вы не член союза никакого, не литераторов, не композиторов, — даже, как Макаревич — он хоть член союза архитекторов, а я даже и не [в союзе] архитекторов, — вот, поэтому, оснований у нас нет никаких предоставить вам возможность работать в качестве автора-исполнителя. Тем более, что песни у вас плохие, музыка никакая, стихи непрофессиональные, петь вы не умеете, так что извините…
В детстве верил в коммунизм, и родители не хотели его переубеждать. Однажды, когда мать Игоря высказала своё недовольство правлением Леонида Брежнева, её сын сказал, что уйдёт из дома, если подобное произойдёт ещё раз. Осознание того, что эти идеалы не оправдались, стало для Игоря болезненным.
В 1975 году, работая в Туле бас-гитаристом одного из местных коллективов, выступил с критикой политики Леонида Брежнева на городской площади.

### Творческий путь
Отслужив в армии, Тальков вернулся в Щёкино, а оттуда отправился на заработки в Сочи. Здесь, в гостинице «Жемчужина» он был принят в варьете бас-гитаристом и вокалистом в группу с лидер-вокалистом Александром Барыкиным.
С 1976 года Тальков начинает выступать на профессиональной сцене: ездит на гастроли по маленьким городам страны с группами «Апрель» и «Калейдоскоп». Многие песни были написаны в это время, но исполнять их не было возможности.
В 1979 году в Сочи гастролировал испанский певец Мичель, которому очень понравился бас-гитарист из варьете, и переводчица предложила Талькову поработать с Мичелем. Он согласился, и в Ульяновске был представлен оркестрантам Мичеля, после чего стал работать бас-гитаристом у него в оркестре вместо заболевшего Ефима Гельмана. Гастроли проходили по всему СССР и закончились в мае 1980 года в Сухуми. После возвращения в Москву была записана пластинка. Музыкант работал в ресторанах Сочи и Москвы, встречаясь в них с самыми известными исполнителями («Песняры», «Весёлые Ребята»). Но Тальков решил, что играть на заказ унизительно, и с 1982 года перестал давать выступления в подобных местах.
В 1980 году 1-й секретарь правления ленинградского отделения Союза писателей Анатолий Чепуров, накануне получивший за свои стихи государственную премию, предложил Талькову «творческий союз», а именно: писать музыку на сочинённые Чепуровым стихи (среди которых были такие: «Нам была во всех делах опорой Партия, та стальная армия, в которой мы теперь бойцами состоим», «Великий Ленин всходит на броневик», «Умер Ленин — самый человечный человек»), а затем исполнять эти песни на Центральном телевидении СССР с перспективой членства в союзе композиторов и связанными с этим привилегиями, от чего тот отказался по принципиальным убеждениям, так как, по его собственным словам, не хотел идти «на компромисс со своей совестью». Кроме Чепурова, другой известный советский композитор (имя которого Тальков не разглашал, чтобы не получить судебный иск), так же предложил ему: „Будешь ездить и в Америку, и Западную Германию (Тальков, как сын «врагов народа», был невыездным), я тебе буду платить большие деньги просто наличными за аранжировку, и ты будешь получать ставку ещё и как музыкант (из-за отсутствия оконченного высшего образования на ставку его нигде не брали), и всё такое прочее, будет у тебя и машина, и всё [что захочешь], но, одно условие — ты не будешь петь своих песен и не будешь проявляться как автор“, — фактически, предложив работать только на него, сочиняя для него музыку без указания авторства и без перспектив сольного творчества, от чего Тальков тоже отказался. Талькова часто приглашали к себе популярные советские певцы и певицы, а также различные коллективы в качестве бас-гитариста, клавишника, аранжировщика, но без перспектив петь свои песни, и он так же отказывался от таких предложений.
Тогда же, в 1980 году директор клуба «Наука» в Москве пригласил Талькова выступить на дискотеке. Здесь он прочитал свою трилогию «Дед Егор», фабулу которой определил так: «Старый большевик попал в опалу, запил и „прозрел“. Смотрит он из окна на улицу, на людей, и рассуждает о границах, о своих и чужих, о том, что все ощущают боль одинаково, одинаково радуются. У всех одна голова и пять пальцев на руке, а мы всё стараемся разделиться, размежеваться». После этого выступления директора клуба уволили, а музыканта не приглашали выступать на дискотеках.
В 1984 году он выступал в группе, которая аккомпанировала певице Людмиле Сенчиной, и параллельно работал аранжировщиком у Стаса Намина. В это время были написаны песни на музыку Якова Дубравина «Замкнутый круг», «Аэрофлот», «Ищу в природе красоту», «Праздник», «Право всем дано», «Час до рассвета», «Преданная подруга» и др.
В 1985 году, осознавая невозможность в данный момент обнародования большей части своего творчества и переживая из-за этого творческий кризис от невозможности выражения своих взглядов, бросил музыку, стал таксовать, устроившись на работу в таксомоторный парк в Красногвардейском районе.  Из-за препятствий, которые чинили ему партийные чиновники в осуществлении концертной деятельности, Тальков нередко отдавал свои песни популярным исполнителям, поэтому некоторые песни Игоря Талькова входили в репертуар других певцов. Песни «Память», «Люди с забинтованными лбами», «Уеду», «Друзья-товарищи», «Примерный мальчик», «Спасательный круг» и «Я вернусь» исполнял также Валерий Леонтьев. Песни, написанные в сотрудничестве с Яковом Дубравиным, например, «Страна детства», исполнял также Эдуард Хиль, песню «Час до рассвета» исполнял также Михаил Боярский, песню «Замкнутый круг» исполнял также Юрий Охочинский, песни «Аэрофлот» и «Право всем дано» исполняла группа «Август» в так называемый «дометаллический» период этой группы.
В 1986 году стал солистом совместно с Ириной Аллегровой и аранжировщиком в группе «Электроклуб», созданной Давидом Тухмановым.
Осенью 1987 года группа «Электроклуб» заняла второе место на фестивале популярной музыки «Золотой камертон».
В 1987 году песня Давида Тухманова «Чистые пруды» в исполнении Игоря Талькова попала в передачу «Песня-87», после чего к Талькову пришла известность лирического музыканта. Однако бо́льшая часть песен, которые писал Игорь Тальков, не была похожа на «Чистые пруды», и для того, чтобы их исполнять, он ушёл из «Электроклуба» и создал собственную группу «Спасательный круг». Группа ездила на гастроли по СССР с программой, которая состояла из двух частей: песни гражданской тематики и лирика. Сам он объяснял необходимость разбивки концерта на две совершенно разные части следующим образом:

 — Я не хочу потерять трибуну, а сцена — это моя трибуна. Я к ней очень много шёл и в своих песнях я достаточно подробно излагаю свою точку зрения. Закона арестовывать артиста-композитора у нас нет, а если я своими словами начну говорить, — не в песнях, а просто говорить и собирать такую аудиторию, — то меня просто арестуют, потому что без санкции горисполкома мне никто не позволит этого делать. А артиста арестовать — нет такого закона.
 — Это своеобразное прикрытие для тебя?
 — Безусловно. Здесь всё очень непросто. Всё это покрыто мраком пока, но я думаю, что этот мрак со временем развеется и у людей просто откроются глаза вообще на всё.

В своём творчестве, и он сам того не скрывал, он допускал заимствования в мелодике и стилистике от понравившихся ему западных песен в свои произведения на романтические темы (в этой связи, в современной публицистике можно встретить обвинения Талькова в «плагиате» и т. п.). Песням же гражданского содержания на острые социальные и культурно-исторические темы он уделял максимум внимания и сочинял их целиком сам.
В свободное время Тальков изучал историю России по материалам, которыми снабжали его соратники, среди прочих журналист-международник Алексей Денисов, и которые он самостоятельно разыскивал в архивах и библиотеках. Для этого он обязательно выделял хотя бы два часа в день. В доме Талькова собралось немало российских и зарубежных исторических мемуаров, воспоминаний, исследований, статистических данных. Таким образом, он постоянно накапливал информацию, а потом происходил процесс написания песни. Так, после одной бессонной ночи, Тальков буквально за две минуты написал песню «Россия», ни разу не исправив ни одной строки. Прекращать свою исследовательскую и просветительскую деятельность он собирался не раньше, чем в возрасте 80 лет, к тому времени заимев дом в пригороде, где он мог бы ловить рыбу в окружении восьмидесяти кошек, перечитывать любимого им Пушкина, разговаривать со звёздами на ночном небе и писать мемуары.
Важной вехой в творческой карьере Талькова стали приготовления страны к празднованию и празднование тысячелетия крещения Руси летом 1988 года. Когда советские власти, внезапно отринув всю свою предыдущую атеистическую риторику, в спешке кинулись организовывать приготовления к празднику, выяснилось, что на всей советской эстраде нет ни православных исполнителей, ни православных песен, — до 1988 года карательные органы очень тщательно их вытравливали, а худсоветы блокировали любые попытки вставить слова «бог» и «храм» в тексты песен, такая лексика категорически удалялась цензурой, — в этих условиях Тальков со своим сценическим образом и непременной православной атрибутикой, крестными знамениями, крестами и колоколами на своих концертах, явился очень кстати, и ему, на какое-то время, перестали чинить препятствия, стали чаще приглашать на ТВ. Одновременно с этим, на эстраде появляется множество его подражателей в белогвардейских мундирах с песнями схожей тематики, но без критики текущего политического руководства страны, становятся модными нательные кресты, свечки и т. п.
В 1988 году программа «Взгляд представляет…» организовала сборный концерт во Дворце спорта в Лужниках. В числе приглашённых артистов был и Игорь Тальков. Согласно договорённости, концерт был многодневным, и Талькова пригласили участвовать во втором отделении концерта, но, несмотря на предварительное прослушивание ведущими «Взгляда» запланированного им репертуара, в последний момент перед выходом на сцену в гримёрку ему пришло никем не подписанное указание исполнить только одну песню — «Примерный мальчик». На сцене Листьев представил Талькова с песней «Примерный мальчик», но тот заявил в микрофон, что „Никакого «Примерного мальчика не будет!»“ и стал петь свои социальные песни. В результате ведущие «Взгляда» хотели прервать концерт, но в итоге, в угоду разбушевавшейся публике, были вынуждены пригласить Талькова из гримёрки спеть ещё песни на бис (включая «Стоп! Думаю себе»). После этого инцидента Талькова больше никогда не приглашали на «Взгляд» и не упоминали в эфире этой передачи. Свой конфликт со «Взглядом» Тальков позже отразил краткой строкой в песне «Метаморфоза» о «перестроившихся комсоргах»: „Комсомольская бригада назвалась программой «Взгляд»“, — обыгрывая партийно-комсомольское прошлое ведущих передачи. В книге Додолева утверждения певца, что он был запрещён в этой передаче названы «мифом».
В 1989 году Тальков выступил в качестве конферансье магнитоальбомных сборников студии «Звук» № 1 и № 2, где с помощью рэп-вставок представлял новые композиции групп «Мираж», «Может быть» и «Стелла», музыкантов Алексея Горбашова, Александра Лукьянова и Александра Рыбкина, певцов Дмитрия Маликова и Светланы Разиной.
В декабре 1989 года ведущий телепрограммы «До и после полуночи» Владимир Молчанов включил видеоклип на песню «Россия», снятый съёмочной группой телепрограммы, в свою передачу, что по словам самого Талькова стало прорывом в его творческой карьере. После этого аудитория по-настоящему узнала Игоря Талькова, он стал известен как автор и исполнитель разноплановых песен, а не только лирико-романтических.
В мае 1990 года в интервью для журнала «Смена» Тальков упомянул, что в его музыке среди прочих стилей регги сочетается с электропопом. В июле 1990 года участвовал в нескольких концертах Второго Всесоюзного фестиваля польской песни «Витебск-90» в Витебске, его выступления были тепло встречены публикой.
В 1990—1991 годах Тальков был на пике популярности. Его стали приглашать в кинопроекты, что означало новый уровень его карьеры.
Так, оценив актёрские данные Талькова после просмотра клипа на песню «Россия», кинорежиссёр Алексей Салтыков пригласил его на главную роль в фильме «Князь Серебряный» (впоследствии переименованный в «Царь Иван Грозный»). Однако после смены режиссёра сценарий был изменён и стал лишь отдалённо напоминать роман Алексея Константиновича Толстого, приобретя вместо драматического отчасти пародийный характер.
Параллельно съёмкам в «Князе Серебряном» Игорь Тальков работал на картине «За последней чертой», играя предводителя банды рэкетиров — Гарика. Одного из рэкетиров сыграл его брат Владимир Тальков. Игорь долгое время отказывался сниматься в роли отрицательного персонажа, опасаясь того, что это отрицательно скажется на восприятии поклонниками созданного им сценического образа. Пять раз вся съёмочная группа во главе с режиссёром убеждала его в том, что именно резко отрицательная роль позволит лучше раскрыть многоплановость его актёрского таланта. Как предполагалось по сценарию, его роль была главной (наряду с ролью, которую исполнил его друг и партнёр по фильму Евгений Сидихин), сценарий был полон драматических остросоциальных эпизодов, показывающих юность его персонажа и трансформацию честного человека в отъявленного негодяя, а также наглядно объясняющих причины, толкнувшие его на преступную стезю. Съёмки велись в течение нескольких месяцев, съёмочный график Игоря был чрезвычайно насыщенным. Всё это впоследствии было удалено из прокатной версии фильма и на экран пошли только несколько эпизодов с Тальковым, где он либо показан мельком, либо ведёт с главным героем малозначимые диалоги на криминальную тематику (журнал «Столица» опубликовал анонс фильма с бульварным заголовком «ТАЛЬКОВ В РОЛИ МАФИОЗИ»). В результате удаления всех драматических эпизодов, роль Талькова из главной превратилась во второстепенную, а фильм из социальной драмы превратился в типичный перестроечный криминальный боевик — «чернуху». В то же время сама актёрская игра Талькова в этом фильме вызвала положительные отзывы кинокритиков, так, в энциклопедии «Новейшая история отечественного кино» об этом фильме написано, что: «Тальков сыграл в нём, наверное, самого органичного кино-гангстера».
В 1990 году в «Песне года» прозвучала песня «Бывший подъесаул». Перед исполнением этой песни на одном из концертов Тальков рассказал о том, кому она посвящена: «Бывший царский офицер Филипп Миронов, Георгиевский кавалер, герой Русско-японской войны, в 1917 году изменяет присяге, срывает с себя ордена, золотые погоны и кресты и идёт воевать за так называемую „народную“ власть».
При перелёте в Тюмень с группой в 1983 году самолёт попал в грозовое облако. Тогда Тальков сказал: «Не бойтесь. Пока вы со мной, вы не погибнете. Меня убьют при большом стечении народа, и убийцу моего никогда не найдут». После этого происшествия была написана песня «Я вернусь».
До сих пор у не меня нет [нормальной] квартиры. Я живу в «хрущёвке». Только недавно мы поменяли кровати, я вообще спал на банках, у меня стояли трёхлитровые банки, на них матрац, — потому что у меня всё уходило на запись и на инструменты. Я вот недавно только купил себе машину. Вот только-только. Всю жизнь мечтал. Семья у меня: мама, она живёт со мной, жена, сын девять лет. Мы живём в этой вот «хрущёвке», нос к носу так вот ходим. Я не боюсь сказать, что я работаю в… туалете, в ванной. Я сижу [там], потому что мне удобно, на стиральной машине у меня тетрадь, тут у меня гитара, тут у меня ванна.
Весной и летом 1991 года Тальков со своим музыкальным коллективом «Спасательный круг» демонстрировал на многих концертных площадках СССР авторскую концертную программу «Суд», куда вошли наиболее острые социальные песни музыканта и наиболее известные его лирические песни. По замыслу программа представляла собой суд над организаторами Октябрьской революции 1917 года и всеми последующими правителями Советского государства, которые, по мнению автора, превратили Россию в одну из самых отсталых стран планеты и сырьевую базу развитых капиталистических стран. Свою группу он создал, дав ей название, из чувства творческой солидарности, поскольку коллектив обслуживающих музыкантов, артистов подтанцовки и подпевки был у каждого советского, а затем и российского эстрадного певца, — это были просто безымянные артисты, которых на сцене всегда было большинство, которых никто и нигде не считал нужным ни упоминать, ни указывать на афишах. Пройдя сам по этой стезе безымянного артиста около тринадцати лет на гастролях с совершенно нравственно чуждыми ему эстрадными исполнителями и ансамблями (этой теме, в частности, посвящены его песни «Сцена» и «Тёмная лошадка»), он питал чувство сострадания к рядовым артистам, поэтому для гастролировавших вместе с ним музыкантов он решил придумать название — «Спасательный круг», непременно их всех нахваливая и перечисляя поимённо, как со сцены, прямо во время концертов, так и вне её. Кроме того, он всегда приглашал к себе на совместные концерты малоизвестных в ту пору исполнителей из регионов, в творчестве которых он усматривал хоть какие-то нотки протеста против партийно-советского режима, способствовал их «раскрутке» и помогал им пробиться на «большую сцену». По советским правилам концертной деятельности, существенно ограничивавшим самостоятельность исполнителя в подборе персонала, коллектив включал не только артистов, но и руководство, разного рода обслугу, водителей, грузчиков, монтажников оборудования и т. п. Всю эту труппу Тальков возил с собой по своим многочисленным гастролям. В коллектив быстро внедрились сексоты КГБ, которые войдя в доверие, начали провоцировать внутреннюю напряжённость, настраивать музыкантов против Талькова, организовывать забастовки, пьянки, невыходы и тому подобные формы неповиновения, срывать концертный график, саботировать гастроли и т. д. В этом отношении, Тальков стал жертвой собственной сострадательности и творческой солидарности, — будучи мультиинструменталистом и имея возможность самому записывать им же написанные партии для большинства инструментов, и просто выступать затем под фонограмму, как это делало большинство советской эстрады, он настолько много внимания уделял выступлениям вживую или, как он сам это называл, «живьём», что терпел около себя великое множество случайных людей, весьма далёких от его взглядов и идеалов, тратя уйму денег на их содержание, которые можно было бы сэкономить, отказавшись от услуг мало нужных ему людей, выступая «под фанеру». Кроме того, музыканты не разделяли аскетизма и готовности Талькова идти на лишения во имя высшей идеи, и то и дело устраивали ему демарши и забастовки, отказываясь выходить на сцену, требуя больше денег (которые Тальков расходовал не на себя, а на инструменты и аппаратуру, оплату студийной записи и монтаж видеоклипов, так как даже примитивные по сегодняшним меркам клипы и оборудование в те годы стоили весьма дорого, и Талькову пришлось ждать несколько лет, чтобы «выездные» привезли ему из-за границы дефицитную кассету Betacam для перезаписи с бобин его предыдущих видеоконцертов, — сам он был невыездным и за границу путешествовать не мог) и т. д., — нередко на кадрах видеохроники можно видеть Талькова, выступающего на сцене в одиночку — это незапланированные сольные концерты из-за отказа других музыкантов выступать под тем или иным предлогом. В 1990 году, накануне кавказских гастролей, группа фактически распалась, от предыдущего состава остались только сам Тальков, саксофонистка Альбина Боголюбова и кокер-спаниель Элтон.
В 1991 году Тальков вводил элементы набирающего популярность рэпа в песни «Метаморфоза» и «КПСС».
На волне популярности, весной 1991 года Талькова пригласили на открытие газеты «Память» в качестве артиста исполнить несколько песен из мюзикла «Суд». После выступления его обступили несколько членов «Памяти» во главе с Васильевым. Васильев подойдя обнял музыканта, что кто-то сразу же сфотографировал, а снимок на следующий же день был растиражирован по всем крупным газетам в передовицах с комментариями Васильева о том, что Тальков — член общества «Память». По словам Талькова, после этого у него на неделю замолк телефон, отвернулись продюсеры, оборвались все запланированные гастроли, поломав певцу концертный график на лето. Практически все московские издания, опубликовавшие информацию о членстве Талькова в обществе «Память», кроме журнала «Собеседник», отказались публиковать его собственное опровержение этих слухов и, что он никогда не состоял, не состоит и состоять не будет ни в каких партиях и обществах (это были последние слова музыканта, сказанные им в своём интервью за несколько часов перед смертью).
22 августа 1991 года в дни августовского путча Тальков принимал участие в концерте «Рок против танков», он выступал со своей группой «Спасательный круг» на Дворцовой площади в Ленинграде. Были исполнены песни: «Война», «Я вернусь», «КПСС», «Господа демократы», «Стоп! Думаю себе!», «Глобус», «Россия». Также со слов Талькова он передал Борису Ельцину через его личного врача запись песни «Господин президент». Через девять дней, он в одиночку, без своих музыкантов, принял участие в праздничном концерте у здания Верховного Совета России в честь победы над ГКЧП. После провала путчистов Тальков организовал сидячую голодовку перед Мавзолеем, ратуя за вынос оттуда тела Ленина, однако прекратил свой протест после уговоров представителей Демократической России.
На 1992 год Тальков запланировал помимо записи новых альбомов на социальную тематику, снять свой собственный документальный фильм, создать свою редакцию, журнал, газету, и свой театр.
Ольга Дубовицкая, составитель книги «Монолог», в эфире передачи «Вечер с Дмитрием Дибровым» рассказывает о своей беседе с Тальковым 2 октября 1991 года: «Игорь был убеждён, что существует нечто, которое обладает властью над властью, это закон над законом, это категория людей у которых в руках весь капитал, которым нужно подчинить себе каждую часть Земного шара. И эти люди в каждой части Земного шара определяют того прокуратора, который этой частью владеет, чтобы делать то, что для них удобно. Игорь был убеждён, что в своё время Ленину был дан приказ развалить Российскую империю. Почему? Потому что это опасный народ, который очень трудно подчинить себе, по сути, по природным корням, по природе русской души, что это народ, который меньше верит политикам и больше поэтам. Именно поэтому он считал, поэты и убирались первыми. Потому что действительно, выйди к народу поэт или политик… люди всё-таки скорее поверят поэту. Он считал, что у Горбачёва было задание от той же верхушки, которой он служит, развалить Союз, что Горбачёв с успехом и исполнил. И его подняли по иерархической лестнице, той власти, которая над властью. В последние дни он разочарован был в Ельцине, он не утверждал, не говорил того, что у Ельцина задача развалить Россию, но предполагал, что это именно так. В итоге он пришёл к выводу, это всё было 2-го же числа, что ничего хорошего нас не ждёт». Эти идеи он собирался изложить в своей новой концертной программе «До и после путча», о чём уже известил концертное руководство, но его смерть сорвала эти планы (на концерте, во время которого он будет убит, он судя по всему собирался исполнить новые песни на тематику происходящего в стране). Как утверждал актёр Никита Джигурда, за две недели до смерти Тальков послал Ельцину ультимативное письмо: «Если вы называете себя демократом, почему до сих пор Ленин не вынесен из мавзолея? Почему прекратили суд над КПСС? Я вам верил. Если вы тот, за кого себя выдаёте, дайте мне зелёную улицу, не запрещайте концерты».
Накануне своей смерти, 5 октября, Тальков выступал один с акустическим концертом в техникуме в Гжели, где на его гитаре оборвалась струна. Это был последний выход Игоря на сцену.
6 октября, за несколько часов до своей смерти, в интервью Петербургскому телевидению Тальков заявил, что он выступает против «тех, которые сегодня поменяли вывески [коммунистические на демократические], а суть свою не изменили». По версии академика Фурсова: «Тальков абсолютно взрывал аудиторию. В какой-то момент Тальков понял, что его используют, и вот, в тот момент, когда он понял, что [его] используют, и переключился с антисоветского на национально-патриотический лад, вот после этого вскоре он и погиб».

### Смерть

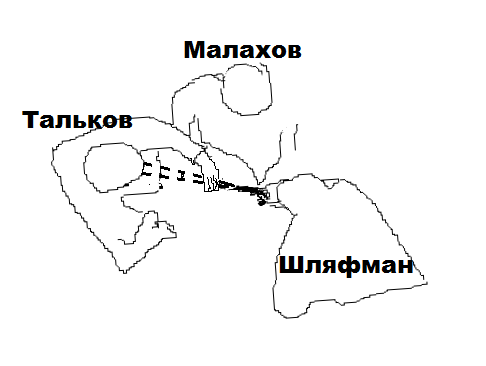
Копия одной из предполагаемых схем размещения участников потасовки в момент выстрела в Талькова. Оригинальная схема была размещена в газете «Московский комсомолец в Питере» в 2006 году

По словам Татьяны Тальковой, 3 или 4 октября Игорю Талькову позвонили по телефону, и разговор был закончен ответом Игоря: «Вы мне угрожаете? Хорошо. Объявляете войну? Я принимаю её. Посмотрим, кто выйдет победителем».
На концерте, проходившем 6 октября 1991 года в Санкт-Петербурге во Дворце спорта «Юбилейный», выступали многие исполнители. Подруга певицы Азизы по её просьбе попросила Игоря Талькова выступить первым, так как Азиза не успевала подготовиться к выходу. Тальков позвал к себе в гримёрку охранника певицы — Игоря Малахова, и между ними произошёл словесный конфликт. После этого двое охранников Игоря Талькова увели Игоря Малахова из гримёрки. Тальков начал готовиться к выступлению, но через несколько минут к нему прибежал администратор его группы «Спасательный круг» — Валерий Шляфман — с криком о том, что Малахов достал револьвер. Тальков вытащил из сумки газовый пистолет, который приобрёл для самообороны, выбежал в коридор и, увидев, что его охрана находится под прицелом Игоря Малахова, сделал в него три выстрела. Малахов пригнулся, и охранники, воспользовавшись этим промедлением, стали его обезвреживать. Тогда он сделал два выстрела, но одна пуля попала в пол, а вторая — в ящик с аппаратурой. Охранники стали бить стреляющего и, закрывая голову, он уронил свой револьвер. Через несколько мгновений раздался ещё один выстрел, который попал в грудь Игоря Талькова, ранение оказалось смертельным. Спустя час, когда прибыла вторая бригада скорой помощи (первая бригада, предпринявшая неотложные мероприятия противопоказанные при таком характере ранения, к тому времени уже покинула территорию «Юбилейного»), медики сразу констатировали биологическую смерть, но тем не менее вопреки процедурным требованиям увезли тело в реанимацию. Вместо бюро СМЭ, как это обычно делается в подобных случаях, тело Талькова было отвезено в военный госпиталь (подведомственный Министерству обороны СССР и КГБ), хотя военным на тот момент Тальков не являлся, — местонахождение тела Талькова нигде не разглашалось, это удалось узнать случайно от дежурного врача реанимационного отделения. Судебно-медицинской экспертизы (вскрытия), обязательной в таких случаях, не производилось, к телу никого не допускали, 7 октября представители медучреждения, — хотя этот вопрос находился вне их компетенции, — настояли на передаче тела при условии похорон в закрытом, цинковом гробу, изготовленном не в похоронном бюро, а шабашниками в срочном порядке, после чего доставлял тело Игоря в Москву так же военный борт спецрейсом (в двойном гробу — цинковом с саркофагом поверх).

Игорь Малахов и Валерий Шляфман

Могила Игоря Талькова на Ваганьковском кладбище в Москве

Городская прокуратура возбудила уголовное дело. Игорь Малахов, объявленный во всесоюзный розыск, добровольно прибыл с повинной через 10 дней. В декабре 1991 года с него было снято обвинение в умышленном убийстве. Впоследствии Малахов расхаживал по увеселительным заведениям и всюду хвастался, что это «он убил Талькова», — как вспоминал Дмитрий Дибров, однажды тот подошёл к нему в клубе «ЛИС’С» на Олимпийском проспекте и представился ему как человек убивший Талькова, Дибров задал ему вопрос: «А, всё таки, кто его убил?», на что Малахов ответил: «Вот и я хотел бы знать, кто его убил…». После проведения экспертиз в апреле 1992 года следствие установило, что последний выстрел сделал коммерческий директор Талькова — Валерий Шляфман. Однако в феврале 1992 года обвиняемый уехал в Израиль, с которым у России в то время не было договора об экстрадиции, и дело об убийстве было приостановлено. В ноябре 2018 года Следственный комитет возобновил расследование убийства певца. В 2022 году следователь заявил, что фактов о заказном характере убийства не найдено. В Израиль отправлен запрос на экстрадицию Шляфмана. По версии О. Дубовицкой, Шляфман выехал в Израиль благодаря покровительству в Кремле, получив от своих кураторов определённые «дивиденды» и гарантии безопасности для своей семьи, а также денежные средства для безбедного существования в Израиле, — со ссылкой на видевшихся с ним в Израиле людей, она заявила, что Шляфман «там просто процветает».
9 октября 1991 года в Московском дворце молодёжи прошла церемония прощания с Игорем Тальковым, и в этот же день он был похоронен на Ваганьковском кладбище, рядом с тремя Героями Советского Союза — первыми кавалерами медали «Защитнику свободной России» (погибшие в ходе инцидента в тоннеле на Садовом кольце). Музыканты группы «Спасательный круг» и многочисленные знакомые, как и прежде в подобных ситуациях, отстранились от происходящего, организацией похорон Талькова занимались Михаил Муромов и Андрей Державин при поддержке Джуны, Иосифа Кобзона (договорился о месте на кладбище) и Олега Газманова (прислал свой концертный автобус и грузчиков).
Как отмечает Ольга Дубовицкая, после гибели певца в прессе наблюдался бум публикаций с выводами о его гибели, «посмертных восхвалений и осуждений, непроверенных по факту и лживых по сути публикаций, создавший в итоге для многих лжеобраз Талькова». В своей основе это были бессодержательные тексты на злобу дня. По прошествии некоторого времени этот ажиотаж прошёл.
Монтаж и выпуск на экраны фильма «Сны Игоря Талькова» происходил уже после смерти певца. Режиссёр фильма Михаил Гладков после гибели Талькова сообщил, что много рабочих видеозаписей было уничтожено по указанию руководства ЦТ: «Теперь, вспоминая уничтоженные монологи, я, конечно, понимаю, насколько они были важны и как бы они по-другому зазвучали сегодня. Но, к несчастью, плёнка размагничена».
В конце 1991 г. композиция Талькова Я вернусь стала лауреатом фестиваля Песня-91, диплом получила его семья.
8 июня 2024 года ГСУ СК России по городу Санкт-Петербургу завершило расследование уголовного дела в отношении концертного директора Игоря Талькова Валерия Шляфмана. Он обвиняется в убийстве и покушении на убийство, совершенных общеопасным способом (ст. 15, п. «д» ч. 2 ст. 102, п. «д» ч. 2 ст. 102 УК РСФСР). 23 апреля 2025 года Петроградский районный суд Санкт-Петербурга признал Валерия Шляфмана виновным в убийстве Игоря Талькова и заочно приговорил его к 13 годам тюремного заключения в колонии общего режима.

## Оценки творчества

### Отрицательные
В своей книге «Монолог» Тальков пишет, что до 1989 года его называли антисоветчиком, а после исполнения песни «Россия» стали причислять к антисемитам. И тут же поясняет, что «антисемитизм» придуман не русскими и даже не русофилами, не простыми евреями, а — сионистами, то есть евреями-националистами.
«Геноцид в отношении русского народа беспрепятственно процветал и набирал силу, но стоило только русским людям заявить о том, что они — русские, что у них есть богатейшая культура и история, из которой они не позволят выбросить ни одной страницы, как сразу же раздались испуганные вопли об „антисемитизме“, „шовинизме“, „национализме“, „антисоветизме“. Этот хитрый приём рассчитан на непосвящённых».
После успеха песни «Чистые пруды» Тальков представлялся зрителям исключительно в образе лирического музыканта, и когда он начинал исполнять свои «резкие» песни гражданской тематики, многие зрители недоумевали.
Андрей Макаревич на вопрос, как он относится к Талькову, ответил: «Я не поклонник его творчества» и обосновал свою позицию: «Пока на дворе стоял совок и у нормальных команд были проблемы, он пел исключительно про Чистые пруды. А после перестройки, когда всё стало можно, вдруг таким смелым оказался…».
О конъюнктурности и идейной эклектичности творчества Игоря Талькова писал Андрей Мадисон в статье «Завитки на дерьме...»(1999 г.).
Журналист Максим Кононенко в своей статье «Кто убил Игоря Талькова?» назвал творчество Игоря «лапидарной и прямолинейной социальщиной», «положенной на сусальную электрическую музыку». По его мнению, Игорь Тальков — «средненький певец, посредственный композитор и очень плохой поэт», а его тексты «напоминают фельетоны в журнале „Крокодил“… за что его и любил народ». Также Тальков назван в статье «…певцом обычного невежественного быдла. Того самого быдла, которое все свои нерешаемые проблемы сваливает на правительство, а решаемые проблемы решает с помощью кулака». Автор статьи получил более шестисот писем-откликов. Ответом на эти письма стала новая статья с заголовком «Я убил Игоря Талькова». 27 сентября 2011 года Кононенко выпустил продолжение своих размышлений — статью «Огонь Вавилона», где назвал Талькова «откровенным плагиатором» в плане музыки, отметил, что во времена его популярности русскоязычная эстрада опустилась «до уровня поп-культуры какой-нибудь Словении или Македонии» и что «достойным» продолжателем традиций Талькова стал Стас Михайлов.
Политический обозреватель издания «Аргументы и факты» Андрей Сидорчик: «В 1989 году Тальков в „Песне года“ жахнул произведением „Россия“: „Листая старую тетрадь расстрелянного генерала, я тщетно силился понять, как ты смогла себя отдать на растерзание вандалам?!“ <…> Меж тем пришедшие к власти „вандалы“ осуществили индустриализацию, разгромили фашизм, вывели человека в космос, создали десятки новых городов и десятки тысяч предприятий, сделали страну самой читающей в мире… Но что до того творческой личности? Тальков весь ушёл в „генеральскую тетрадь“».
Александр Морсин, в статье 2021 года («ТАСС») писал, что Талькову-артисту всегда было присуще «юношеское сочетание прямоты, самоуничижения и угловатой высокопарности» и что к концу 1980-х пожар огульной критики артиста (записавшего в жертвы большевиков практически всё население СССР) «перекинулся буквально на все существующие политические и общественные силы в стране, кроме разве что консерваторов-монархистов. За сатирой последовало глумление, затем — издевательство и едва ли не надругательство над государственной символикой».

### Положительные
Представители консервативных православных движений почтительно относятся к Талькову как к музыканту, который одним из первых начал петь о Боге со сцены. Утверждается, что некоторые представители Церкви даже начали рассуждать о его канонизации, а другие считают эти размышления неправомерными.
Константин Кинчев написал, что они не были знакомы, но он относится к Талькову «как к талантливому музыканту», «а к его гражданской позиции — с пониманием», хотя «поэзия Талькова ему не нравится» и творчество Игоря не оказало влияния на его песни. В передаче на «Радио 7» 17 ноября 2008 года лидер группы «Алиса» сказал, что относится к мировоззренческой позиции Игоря как единомышленник, а творчество музыканта его особо не впечатляло. Но он пояснил, что считает так, потому что это не его жанр и он в нём не очень разбирается, и это не значит, что он ругает Игоря.
Юрий Шевчук также признался, что не был с ним знаком, и добавил: «Талькова все понимали, потому что он был немного „плакатен“, говорил просто и грубо, хотя от души, конечно, от сердца». Когда к лидерам групп «Алиса» и «ДДТ» обратились с предложением принять участие в концерте, посвящённом памяти Игоря, они ответили согласием.
Артур Беркут рассказывал о том, что лично знал Игоря: «Он был отличным другом, великолепным музыкантом и просто нормальным парнем, каких сейчас практически не осталось», что «всегда любил и любит его творчество».
Александр Розенбаум сказал, что с уважением относился к творчеству Талькова, а также добавил, что у Игоря есть замечательные, очень талантливые вещи.
Валерий Кипелов сказал, что с уважением относится к Талькову и к его творчеству.
Валерий Леонтьев заявлял, что, когда пел песни Игоря Талькова, чувствовал, что в него «кто-то целится из оружия в концертном зале». Новость о смерти Талькова застала его на гастролях в США.
Алексей Романов рассказывал: «Впервые увидел Игоря в Питере, году в 1983-м, он был музыкальным руководителем в ансамбле Людмилы Сенчиной, выступали в одной программе. Потом он работал один, мы встречались на разных сборных концертах, затем, в период подъёма его карьеры, я его видел только по телевидению. Нервный, талантливый, отзывчивый человек, прекрасный артист».
Писатель и литератор Владимир Бондаренко оценивал Игоря Талькова не как поэта, хотя, по его словам, среди текстов Игоря «есть немало поэтических жемчужин», а как «символ попытки возрождения национальной России в конце XX века». Журналист уверен в том, что «в любом ностальгическом „белогвардейском“ тексте песен Игоря Талькова первичен не восторг перед драгунскими мундирами и великосветскими дамами, а национальный русский протест против угнетения народа», что Тальков «бил по всему мешающему русскому народу жить».
Филолог Т. В. Меньшиков охарактеризовал Талькова как барда, ставшего впоследствии рок-поэтом, в стихах которого отражается русская соборность, взятая им от русской классической литературы. Меньшиков пишет, что Тальков стремился в более популярной форме передать дух русской соборности своим слушателям, чувствуя интуитивно необходимость сохранения культурных традиций народа в один из сложных моментов его исторического развития.

### Нейтральные
Сын певца Игорь Тальков-младший: «Когда разрабатывали план по развалу СССР, отец был выгоден как антикоммунистический певец. Он готовил сознание людей. И сам того не ведая, помогал врагам. Отец пел, основываясь на тех знаниях, которые были ему доступны. Когда страна распалась, его предупреждали, в какую сторону идти дальше. Но он от исторических песен перешёл к актуальным — про сегодняшний день, как в песне „Господин Президент“. Он дал понять, что молчать не собирается. Понял, что дело не в коммунистах. Осознал, что вывески сменились, а суть осталась, и народ по-прежнему дурят. В итоге, стал не выгоден. Он был на пике, собирал стадионы, просвещал людей».

## Происхождение и родственники
- Отец — Владимир Максимович Тальков (1907—1978)[98] (недоступная ссылка).
  - Дед — Максим Максимович Талько[99], потомственный казак, работал военным инженером[100].
  - Бабушка — Елена Андреевна Талько[99].

- Мать — Ольга Юльевна Талькова[98] (Швагерус; 3 марта 1924 — 24 апреля 2007)[99], умерла от рака пищевода[101].
  - Дед — Юлий Рудольфович Швагерус (1901—1986), поволжский немец, сын кожевника, родился в селе Иноземцево возле Пятигорска, работал на телеграфе[100][98].
  - Бабушка — Татьяна Ивановна Швагерус (Мокроусова; 1902—1949), ставропольская казачка[98].

Единоутробный брат — Виктор, который умер в Мариинской тюрьме от постоянного недоедания.
Старший брат — Владимир Тальков (род. 14 апреля 1953) — скульптор, создал памятник П. А. Столыпину в Саратове, совместно со скульптором Вячеславом Клыковым, у него два сына, племянники Игоря: Владимир Тальков (29 сентября 1983 — 30 мая 2013) и Георгий Тальков (род. 20 апреля 2000). Владимир Тальков стал концертным директором барда Николая Емелина, он сопровождал Игоря на концертах, однако, во время записи песен, когда убили Игоря, Владимир был в Гамбурге. По словам Владимира, Игорь Тальков и Ирина Аллегрова дружили семьями.

## Семья
22 июля 1979 года Игорь Тальков познакомился со своей будущей женой Татьяной, пригласив её на танец в кафе «Метелица». Тальков участвовал в передаче «А ну-ка, девушки» в качестве музыканта и пригласил Татьяну сняться в массовке. В 1980 году состоялась свадьба. В браке семья прожила более 11 лет.
14 октября 1981 года родился сын Игорь Тальков-младший, которого Тальков обожал. После смерти мужа Татьяна Ивановна Талькова (род. 22 апреля 1960) пробовала учиться на психолога, но потом оставила этот замысел. Станислав Говорухин предложил ей поработать во время съёмок одного из своих фильмов. С этого времени Татьяна Талькова стала работать ассистентом режиссёра в кинокомпании «Мосфильм», участвовала в съёмках фильмов «Тиски», «Стиляги», «Обитаемый остров: Схватка».
Когда Тальков был убит, его сыну Игорю Талькову-младшему было девять лет. В одном из интервью он заявлял, что в то время не хотел заниматься музыкой. Со слов Талькова-младшего, его увлечение музыкой началось с пятнадцати лет. Вначале он нашёл синтезатор отца и из любопытства стал разбираться в принципе звучания инструмента. Со временем он освоил этот инструмент и стал писать песни. В 2005 году вышел его первый альбом «Надо жить». Альбом состоит из восемнадцати песен, пятнадцать из которых — произведения самого Игоря Талькова-младшего, а три — песни его отца в новой аранжировке. В 2007 году он вместе с певицей Азизой впервые спел вместе (произошло это на программе «Главный герой»).
Внуки (дети Игоря Талькова-младшего): Варвара (род. 2011), Святослав (род. 19 мая 2013), Мирослав (род. 27 августа 2016).

## Личная жизнь
Игорь Тальков вёл насыщенную личную жизнь, имел множество любовниц как до, так и после своей женитьбы. Своих любовниц он не скрывал от своей жены, но домой к себе их никогда не приводил. Эти романы отразились в том числе, и в его песенном творчестве. Среди известных любовниц Талькова:
- Актриса Маргарита Терехова. Тальков называл Терехову «Марго» и, несмотря на 14-летнюю разницу в возрасте, по словам жены Талькова: «У них был бурный роман. Игорь ее обожал!». Однажды, домой к Тереховой приехал без спроса её бывший муж: «Дверь мне открыл волосатый, с большим крестом на шее мужик в тренировочных штанах и майке. Я даже не сразу узнал в нём Игоря Талькова. Была бы драка, но случайно вышел сосед и, узнав меня, затащил к себе».
- Поэтесса Марина Абрамова. Пара познакомилась в 1983 году. Интимная близость у них началась в 1989 году и не прекращалась до самой гибели певца в 1991 году. Абрамова была первой слушательницей многих песен Талькова, которые он исполнял ей под гитару после секса[116].

## Увековечение памяти

### Музей
5 марта 1993 года по инициативе почитателей таланта Талькова и при поддержке его семьи и близких при Международном славянском культурном центре в Москве был создан музей Игоря Талькова. Музей был расположен на территории Международного Фонда славянской письменности и культуры в палате XVII века (Черниговский переулок 9/13). В феврале 2019 года музей певца переехал из-за того, что Фонд славянской письменности и культуры выселили из здания за неуплату аренды и задолженность по коммунальным платежам. Экспонаты приняла к себе на хранение московская гимназия «Эллада» (улица Кошкина, 6), где учился Игорь Тальков-младший. Открыть музей Игоря Талькова на новом месте не удаётся из-за бюрократических преград.
Основу экспозиции составляют фотографии, документы, рукописи и личные вещи музыканта. В день открытия музея Татьяна Талькова передала музею вещи Игоря: мундир офицера русской армии с георгиевскими крестами, в котором он выступал во время первой, социально-политической части своего музыкального спектакля «Суд» (где он судил всех вождей Советского Союза), а также концертную куртку, сапоги и брюки, в которых он был в момент убийства. На одной из стен висит деревянный крест, который стоял на могиле Игоря до установки памятника. В музее находятся баян, на котором Тальков учился играть в детской музыкальной школе, и аккордеон, на котором была исполнена песня «Чистые пруды» во время выступления на «Песне-87». Ещё один экспонат — гитара, с которой он принял участие в конкурсе «Ступень к Парнасу» в 1989 году с песней «Родина моя». Среди других экспонатов — рукописи стихов, записи дневникового характера, письма к матери из армии и гастрольных поездок, дипломы лауреата Международного музыкального конкурса «Ступень к Парнасу» (1989) и конкурсов «Песня года» (1989—1991), трудовая книжка, афиши и программки, билет на роковой концерт, пластинки разных лет с авторскими дарственными надписями родным и близким, книги, сборники стихов и публикации в прессе. В музее можно увидеть редкие концертные записи, кадры из фильма «Царь Иван Грозный», фрагменты из книги «Монолог» и интервью разных лет.

### Памятник
15 июля 2017 года в парке городского Дворца культуры города Щёкино установлен памятник Игорю Талькову.
В 2018 году поклонники творчества Игоря Талькова на собственные средства изготовили памятник Игорю Талькову для установки на Чистопрудном бульваре Москвы. Однако, правительство города категорично отказало в выдаче разрешения на установку и предложило альтернативу в виде установки данного памятника за пределами ТТК.

### Память об Игоре Талькове в изобразительном искусстве

Мемориальная доска на стене ДС «Юбилейный»

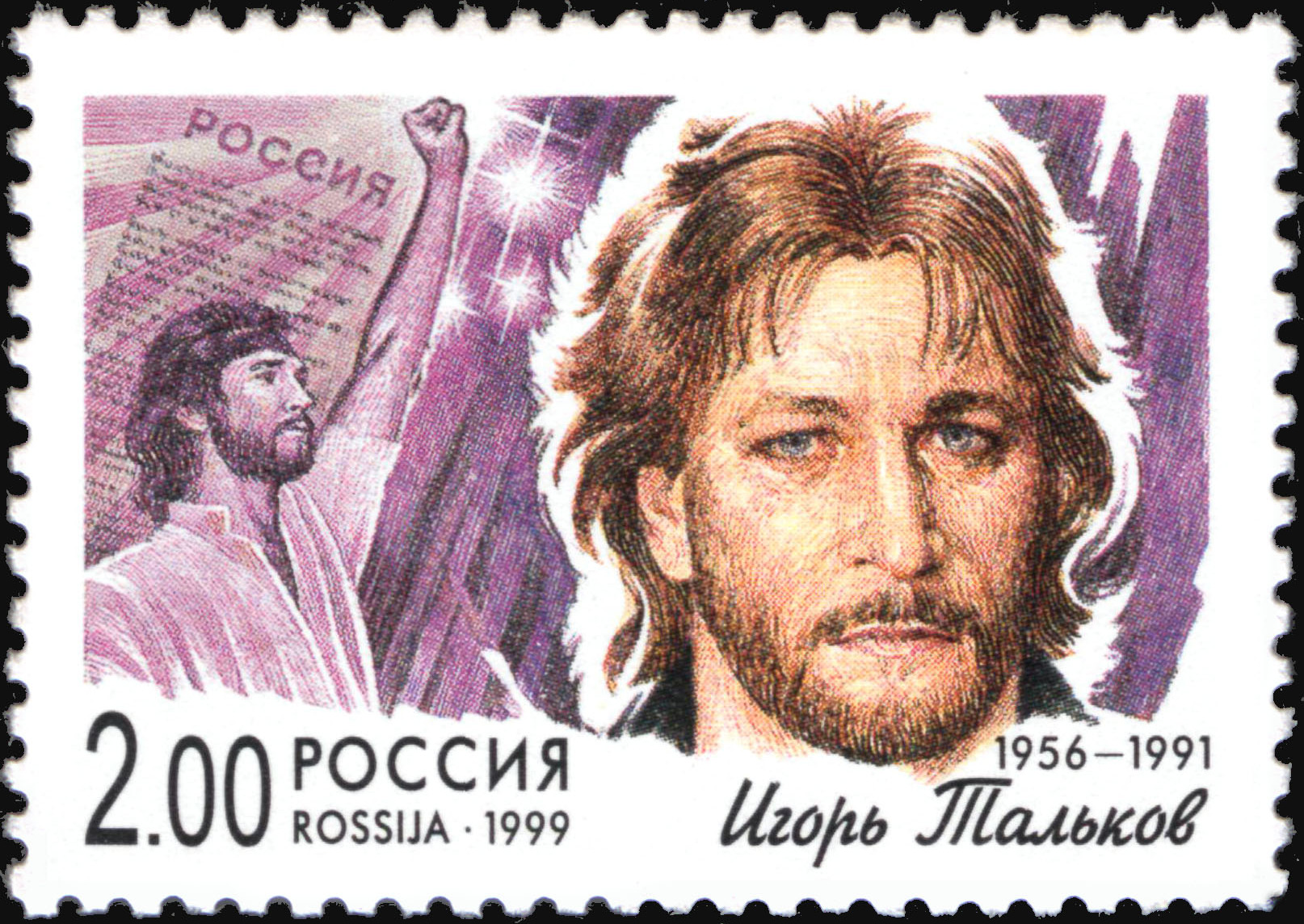
Игорь Тальков на почтовой марке России. 1999

- В Санкт-Петербурге на дворце спорта Юбилейный в 1992 году была установлена мемориальная доска с надписью «Вечная память погибшему за Россию поэту, певцу и композитору Игорю Талькову от русского народа и русской партии». В настоящее время на доске имеется надпись «Вечная память погибшему за Россию поэту, певцу и композитору Игорю Талькову от русского народа». Каждый год 6 октября в 18 часов монахи Александро-Невской лавры служат здесь поминальную литию[123].
- Скульптором Вячеславом Клыковым был изготовлен памятник Талькову, который в ноябре 1993 года был установлен на могиле Талькова в Москве на Ваганьковском кладбище[124].
- Московский художник Валерий Балабанов в 1994 году создал картину «Тальково поле», на которой Игорь Тальков изображён с поднятой вверх рукой. Над ним белый сокол в схватке побеждает чёрного ворона, звенят колокола, а на фоне двигается воинская рать.
- Скульптор А. Кузнецов в 2003 году создал скульптурную композицию под названием «Набат России». Она представляет собой полуразрушенный храм, на фоне которого стоит Игорь Тальков, в одной руке держа гитару, а в другой — набат. Первоначально предполагалось установить памятник в Самаре, но после вмешательства руководителя департамента культуры мэрии Тольятти В. Колосова было решено поставить его в Тольятти[125]. О такой возможности писали в 2006 году[126], но планы не были воплощены в жизнь.
- В 1999 году Почта России выпустила марку с изображением Талькова.
- 11 ноября 2012 года песни Игоря Талькова прозвучали на передаче «ДОстояние РЕспублики»[127].
- 4 октября 2013 года на стене профессионального лицея № 6 города Щёкино, который Тальков окончил в 1976 году, была открыта мемориальная доска[128].
- 15 июля 2017 года в парке Городского Дворца культуры г. Щёкино состоялась торжественная церемония открытия памятника уроженцу Тульской области Игорю Талькову. Бронзовый памятник скульптора Виталия Казанского установлен на гранитный постамент. Высота композиции — около 4,5 м[129].

### Места, названные в честь музыканта
- Именем Игоря Талькова названа школа № 11, в которой он учился[130].
- В деревне Шельпяки Нововятского района Кирова одна из улиц названа в честь музыканта[131].

### Книги
- В 1992 году вышла книга Игоря Талькова «Монолог», в которой он делится своими мыслями, исследованиями и описывает случаи, повлиявшие на его жизнь. В 2001 году появилось второе издание книги с тем же содержанием, но дополненное фотографиями, записями из дневника и текстами неизданных песен. Также сюда включена статья Татьяны Тальковой «Хроника трагического дня. Почему убийца Талькова так и не предан суду».
- Отдельно от «Монолога» готовилась без рабочего названия к изданию в 1992—1993 году книга правды и откровения, как её называл сам Игорь Тальков, издание которой не состоялось по причине его гибели[24].
- В 1993 году была издана книга «Оборванная струна». Первая часть книги — это биография Виктора Цоя и тексты его песен, вторая — биография и тексты песен Игоря Талькова. Между двумя частями, в середине книги, расположены фотографии музыкантов.
- В 1998 году издательство «Фирма Алеся» выпустила книгу воспоминаний матери и брата Игоря Талькова «Я воскресну и спою…». В 2001 году к первому изданию были добавлены ноты песен и очерк о музее, и книга была переиздана под названием «И расцветёшь… Великая Россия!» (издательство «Сайгония»). В 2006 году издательство «Эксмо» выпустило третий вариант книги, дополнив предыдущие фотографиями из семейного архива и фрагментами интервью. Книга получила название «Крестный путь Игоря Талькова». В 2009 году «Эксмо» выпустило четвёртый вариант книги. Книга получила название «Игорь Тальков. Крестный путь» и вышла в серии «Лучшие биографии». В 2011 году «Эксмо» выпустило пятый вариант книги. Книга получила название «Крестный путь Игоря Талькова» и вышла в серии «Легенды авторской песни».
- В 2006 году в издательстве ООО «Преподавание истории в школе» вышла книга Людмилы Даниловцевой «Великий сын униженной России». Книга содержит воспоминания о концертах, которые проводились в память об Игоре Талькове, интервью с людьми, которые участвовали в этих концертах.

## Факты
- Игорь Тальков написал и исполнил заставку для программы «Молодёжный канал» по просьбе её ведущего Олега Гробовникова, которая выходила с 1987 года в утреннем эфире Радиостанции «Юность». Заставка стала своеобразной звуковой визитной карточкой популярной в те годы программы и постоянно звучала в эфире вплоть до 2008 года[132].
- По свидетельству самого Талькова, однажды он записал кассету специально для Бориса Ельцина (находившегося на тот момент в опале); больше всего Ельцину понравились песни «Россия» и «КПСС»[133].

## Композиции
- А теперь мы с тобой притихли
- Бал Сатаны
- Баллада об афганце
- Бывший подъесаул
- В океане непонимания
- Век Мамай
- Война
- Гармония
- Глобус
- Господа демократы
- Господин президент
- Друзья-товарищи
- Дядин колпак
- Заискивание
- Замкнутый круг
- Звезда
- КПСС
- Кремлёвская стена
- Летний дождь
- Люди с забинтованными лбами
- Маленькая планета
- Маленький город
- Метаморфоза
- Мистер X
- Мой брат
- Моя любовь
- Нервы, нервы, нервы (дуэт с Ириной Аллегровой)
- Ностальгия
- Океан непонимания
- Памяти Виктора Цоя
- Память
- Поздно
- Полугласность
- Праздник
- Призвание
- Примерный мальчик
- Прощальный день (дуэт с Ириной Аллегровой)
- Разговоры ни о чём
- Революционная ламбада
- Родина моя
- Россия
- Рыжий
- Саквояж
- Самый лучший день
- Собрание в ЖЭКе
- Совки
- Солнце уходит на запад
- Спасательный круг
- Стоп! Думаю себе
- Страна детства
- Странница в ночи
- Сцена
- Таня
- Тёмная лошадка
- Товарищ Ленин, а как у вас дела в аду?..
- Три дома
- Ты опоздала
- У твоего окна
- Уеду
- Фатальная колесница
- Чистые пруды
- Чудак
- Этот мир
- Этот путь
- Я вернусь
- Я тебя люблю/I love you

## Дискография
- 1983 — Давайте поклоняться доброте
- 1984 — Любовь и разлука — Людмила Сенчина и группа Игоря Талькова
- 1985 — Всему своё время
- 1986 — Магнитоальбом
- 1986 — Игорь Тальков
- 1987 — Чистые пруды
- 1989 — Чистые пруды (миньон)
- 1991 — Россия
- 1992 — Моя любовь…
- 1992 — Ностальгия
- 1993 — Концерт 23 февраля 1991 года в Лужниках
- 1993 — Моя любовь
- 1993 — Этот мир
- 1993 — Я вернусь
- 1995 — Призвание
- 1996 — Последний концерт СУД — 25 мая 1991 года
- 1996 — Родина моя
- 1996 — Спасательный круг
- 1996 — Память

### Ремастеринг
- 2001 — Родина моя
- 2001 — Сцена
- 2001 — Призвание
- 2001 — Этот мир
- 2001 — Моя любовь (2CD)
- 2001 — Суд (2CD)
- 2001 — Лучшие песни (2CD)
- 2003 — Лирика (2CD)

## Фильмография
| Год  |    | Название            | Роль                                             |
| ---- | -- | ------------------- | ------------------------------------------------ |
| 1990 | ф  | Охота на сутенёра   | композитор, автор стихов, вокал, камео           |
| 1991 | ф  | За последней чертой | Гарик (главарь банды), вокал, тексты песен       |
| 1991 | ф  | Царь Иван Грозный   | князь Никита Романович Серебряный (главная роль) |
| 1991 | тф | Суд                 | в роли самого себя и персонажа своих песен       |
| 1991 | тф | Сны Игоря Талькова  | персонаж собственных сновидений (заглавная роль) |
| 1993 | ф  | Операция «Люцифер»  | композитор                                       |
| 1995 | ф  | Лунные псы          | композитор                                       |
| 2007 | тф | Репортёры           | композитор                                       |

## Документальные фильмы
- «Сны Игоря Талькова» (документальный телефильм-концерт с элементами фантасмагории, снятый режиссёром Михаилом Гладковым, Гостелерадио СССР, 1991).
- «Игорь Тальков. Строгий портрет» (кинообъединение «Отечество» при киностудии им. М. Горького, 1993)
- «Я вернусь… Игорь Тальков» (документальный телефильм Татьяны Кузнецовой, ВГТРК, 2006; при создании фильма использовались архивные съёмки).
- «Игорь Тальков. Поверженный в бою» (Первый канал, 2011).
- «Игорь Тальков. Приговорённый» (Рен-ТВ, 2015; при создании фильма использовались архивные съёмки).
- «Игорь Тальков. Я без тебя, как без кожи» (Первый канал, 2016)[134].
- «Игорь Тальков. „Память непрошенным гостем…“». (Первый канал, 2019).
- «Игорь Тальков. Последний аккорд».(ТВЦ, 2021).
- «Игорь Тальков. Игра в пророка». (ТВЦ, 2022)[135].